# Eparchie nižynská
Eparchie Nižyn je eparchie ukrajinské pravoslavné církve Moskevského patriarchátu.

## Území a titul biskupa
Zahrnuje správní hranice území jihovýchodních rajónů Černihivské oblasti.
Eparchiálnímu biskupovi náleží titul biskup nižynský a prylucký.

## Historie
Jako biskup nižynský byl titulován v letech 1667–1668 Metodij (Fylymonovyč), který byl poslán do Kozáckého hetmanátu jako zástupce Kyjevské metropole.
Dne 31. května 2007 Svatý synod Ukrajinské pravoslavné církve zřídil eparchii nižynskou z části území černihivské eparchie.

## Seznam biskupů
- 1667–1668 Metodij (Fylymonovyč)

### Eparchie nižynská
- 2007–2017 Irynej (Senko)
  - 2017–2017 Amvrosij (Polikopa) dočasný správce
- od 2017 Klyment (Večerja)